# Bois-Franc (Outaouais)
Pour les articles homonymes, voir Bois-Franc.
Bois-Franc est une municipalité du Québec située dans la MRC de La Vallée-de-la-Gatineau dans l'Outaouais.

## Géographie
La rivière Gatineau délimite l'est de la municipalité du nord au sud.

## Démographie
| 1991 | 1996 | 2001 | 2006 | 2011 | 2016 | 2021 |
| ---- | ---- | ---- | ---- | ---- | ---- | ---- |
| 437  | 425  | 422  | 449  | 447  | 421  | 411  |

## Administration
Les élections municipales se font en bloc pour le maire et les six conseillers.
| Bois-Franc Maires depuis 2001                                                                                        |                 |         |          |
| Élection | Maire           | Qualité | Résultat |
| 2001 | Joël Branchaud  |         | Voir     |
| 2005 | Armand Hubert   |         | Voir     |
| 2009 | Armand Hubert   | Voir    |          |
| 2013 | Julie Jolivette |         | Voir     |
| 2017 | Julie Jolivette | Voir    |          |
| 2021 | Julie Jolivette | Voir    |          |
| Élection partielle en italique Depuis 2005, les élections sont simultanées dans toutes les municipalités québécoises |                 |         |          |

## Galerie de photos

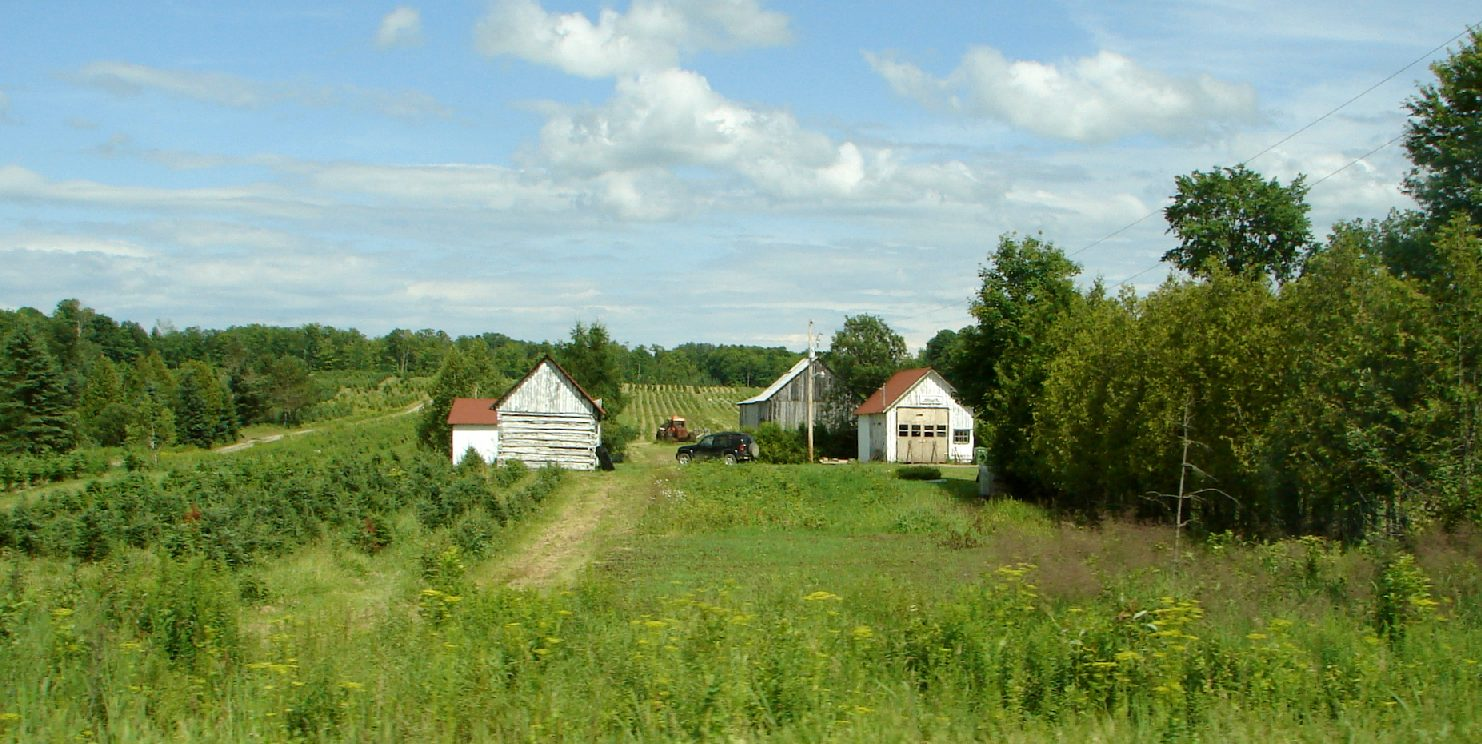
Ferme à Bois-Franc